# پلنگ سیاه: واکاندا تا ابد
پلنگ سیاه: واکاندا تا ابد (انگلیسی: Black Panther: Wakanda Forever) فیلم ابرقهرمانی آمریکاییِ سال ۲۰۲۲ است که بر اساس شخصیت بلک پانتر از مارول کامیکس ساخته شده‌است. این فیلم که توسط مارول استودیوز تولید شده و توسط استودیو سینمایی والت دیزنی توزیع شده‌است، دنباله‌ای بر پلنگ سیاه (۲۰۱۸) و سی‌اُمین فیلم در دنیای سینمایی مارول (اختصاری MCU) است. کارگردانی این فیلم بر عهده رایان کوگلر است که فیلمنامهٔ آن را با جو رابرت کول نوشته‌است و لتیشیا رایت، لوپیتا نیونگو، دانای گوریرا، وینستون دوک، فلورنس کازومبا، دومینیک تورن، میشائلا کوئل، تنوک هوئرتا، مارتین فریمن و آنجلا باست در آن ایفای نقش کرده‌اند. در این فیلم، رهبران پادشاهی واکاندا برای محافظت از ملت خود در پی مرگ پادشاه تِ‌چالا به مبارزه می‌پردازند.
ایده‌های دنباله پس از انتشار پلنگ سیاه در فوریه ۲۰۱۸ مطرح شد. کوگلر برای بازگشت به‌عنوان کارگردان در ماه‌های بعد مذاکره کرد و مارول استودیوز ساخت دنباله را در اواسط سال ۲۰۱۹ به‌طور رسمی تأیید کرد. در اوت ۲۰۲۰، زمانی که چادویک بوزمن، ستارهٔ پلنگ سیاه، بر اثر سرطان روده بزرگ درگذشت، برنامه‌های این فیلم تغییر کرد و مارول تصمیم گرفت که نقش تِ‌چالا را تغییر ندهد. بازگشت دیگر بازیگران اصلی از فیلم اول تا نوامبر همان سال تأیید شد و عنوان فیلم در مهٔ ۲۰۲۱ اعلام شد. تولید فیلم، پیش از وقفه‌ای که به رایت اجازه داد تا از جراحتی که در حین فیلمبرداری به وجود آمده بهبود یابد، ابتدا از اواخر ژوئن تا اوایل نوامبر ۲۰۲۱ در آتلانتا و برانزویک، جورجیا و همچنین در اطراف ماساچوست انجام شد. تولید تا اواسط ژانویه ۲۰۲۲ از سر گرفته شد و در اواخر مارس در پورتوریکو به پایان رسید.
پلنگ سیاه: واکاندا تا ابد در ۲۶ اکتبر ۲۰۲۲ در تئاتر ال کاپیتان و سالن تئاتر دالبی هالیوود به نمایش درآمد و در ۱۱ نوامبر ۲۰۲۲ به‌عنوان آخرین فیلم از فاز چهارم دنیای سینمایی مارول در ایالات متحده اکران شد. این فیلم نقدهای عموماً مثبتی از سوی منتقدان دریافت کرد و بیش از ۸۵۸ میلیون دلار در جهان فروش داشته که ششمین فیلم پرفروش ۲۰۲۲ است. نقش‌آفرینی آنجلا باست اساساً مورد تحسین قرار گرفت و برای آن برندهٔ جایزهٔ گلدن گلوب و نامزد اسکار بهترین بازیگر نقش مکمل زن شد، در حالی که فیلم نامزد چهار جایزه در مراسم اسکار شد.

## داستان
تچالا، پادشاه واکاندا، به بیماری لاعلاجی مبتلاست که خواهرش، شوری، معتقد است تنها درمان آن «گیاه قلبی» است. پس از اینکه این گیاه توسط اریک «کیل‌مانگر» استیونز سوزانده شد، شوری تلاش می‌کند نسخه‌ای مصنوعی از آن بسازد اما قبل از مرگ تچالا موفق نمی‌شود.
یک سال بعد، واکاندا تحت فشار کشورهای دیگر برای به اشتراک گذاشتن ویبرانیوم خود قرار می‌گیرد و تلاش‌هایی برای سرقت آن با زور صورت می‌گیرد. ملکه راموندا از شوری می‌خواهد تحقیقاتش را برای تولید یک پلنگ سیاه جدید ادامه دهد، اما شوری معتقد است که دیگر نیازی به پلنگ سیاه نیست. در اقیانوس اطلس، تیم اکتشافی آمریکا با استفاده از دستگاهی برای تشخیص ویبرانیوم، ذخیره‌ای زیر آب پیدا می‌کند، اما گروهی از انسان‌های آبی‌رنگ با قابلیت تنفس در آب به رهبری نامور آنها را می‌کشند. سازمان سیا شک دارد که واکاندا در این ماجرا دخیل است.
نامور پس از نفوذ به واکاندا با راموندا و شوری روبرو می‌شود و آنها را به خاطر رقابت بر سر ویبرانیوم محکوم می‌کند و ultimatum می‌دهد: یا دانشمندی که دستگاه تشخیص را ساخته تحویل دهند، یا واکاندا را نابود خواهد کرد.
شوری و اوکویه از مامور سیا، اورت ک. راس، می‌فهمند که دانشمند، ریری ویلیامز، دانشجوی MIT است. آنها او را در دانشگاه پیدا می‌کنند اما توسط FBI و جنگجویان نامور تعقیب شده و شوری و ریری به زیر آب برده می‌شوند. راموندا به خاطر ناتوانی اوکویه در محافظت از شوری، لقب ژنرال دورا میلاژه را از او می‌گیرد و به دنبال ناکیا می‌گردد که از زمان «بلیب» در هائیتی زندگی می‌کند.
نامور قلمرو زیرآبیش به نام تالاکان را نشان می‌دهد که پر از ویبرانیوم است و برای قرن‌ها از دنیای سطح محافظت شده است. او به خاطر تاریخ سیاه برده‌داری و نسل‌کشی قومش، به دنیای سطح خشمگین است و پیشنهاد اتحاد با واکاندا را می‌دهد، در غیر این صورت تهدید به نابودی می‌کند. ناکیا به شوری و ریری کمک می‌کند فرار کنند اما در این فرار دو نگهبان تالاکانی کشته می‌شوند.
نامور به واکاندا حمله می‌کند و در جریان آن، راموندا هنگام نجات ریری غرق می‌شود. نامور قول می‌دهد با ارتشش بازگردد و مردم واکاندا برای حفظ جان خود به کوه‌های جاباری منتقل می‌شوند. در این میان، راس توسط همسر سابقش، والنتینا آلگرا دو فونتین، مدیر سیا، به جرم تبادل اطلاعات سری با واکاندایی‌ها دستگیر می‌شود.
پس از مراسم خاکسپاری راموندا، شوری با استفاده از باقی‌مانده‌ای از گیاه قلبی که به مردم نامور قدرت‌های فراانسانی داده بود، آن را بازسازی می‌کند. او آن را می‌خورد، قدرت‌های فوق بشری می‌گیرد و در «صفحه اجداد» با کیل‌مانگر مواجه می‌شود که از او می‌پرسد آیا به دنبال انتقام است یا مانند تچالا شرافتمند باقی خواهد ماند. شوری لباس جدید پلنگ سیاه را می‌پوشد و توسط قبایل واکاندا به عنوان پلنگ سیاه پذیرفته می‌شود.
با وجود توصیه‌های مباکو برای صلح، شوری مصر است تا انتقام راموندا را از نامور بگیرد و دستور حمله فوری به تالاکان را صادر می‌کند. آیو ژنرال دورا میلاژه می‌شود و شوری زره «میدنایت آنجل» را به اوکویه می‌دهد که اوکویه نیز آنگکا، عضو دیگر دورا میلاژه، را جذب می‌کند. ریری نیز اسکلت خارجی مشابه آیرون من می‌سازد تا به واکاندایی‌ها کمک کند.
واکاندا با کشتی‌ای، نامور و جنگجویانش را به سطح می‌کشاند و با استفاده از دستگاه تشخیص ویبرانیوم آنها را به دام می‌اندازد. شوری نامور را در یک هواپیمای جنگی گرفتار می‌کند و به دنبال تضعیف اوست. در ساحل بیابان آنها سقوط می‌کنند و مبارزه‌ای رخ می‌دهد. شوری پیروزی می‌یابد اما رؤیایی از راموندا می‌بیند که از نامور می‌خواهد تسلیم شود و اتحاد مسالمت‌آمیزی پیشنهاد می‌دهد. نامور قبول می‌کند و جنگ پایان می‌یابد. نامورای، دخترعمو، از تسلیم ناراضی است اما نامور معتقد است اتحاد تالاکان را تقویت می‌کند.
ریری به MIT بازمی‌گردد و لباسش را جا می‌گذارد، در حالی که اوکویه راس را نجات می‌دهد. شوری گیاهان قلبی بیشتری می‌کارد تا آینده پلنگ سیاه تضمین شود. در نبود شوری، مباکو برای تخت پادشاهی رقابت می‌کند. شوری به دیدار ناکیا در هائیتی می‌رود و لباس خاکسپاری‌اش را می‌سوزاند تا بالاخره برای تچالا عزاداری کند و خواسته راموندا را احترام می‌گذارد.
در صحنه میانی فیلم، شوری متوجه می‌شود که ناکیا و تچالا پسری به نام توسنت دارند که ناکیا مخفیانه بزرگش کرده است. توسنت نام واکاندایی خود را تچالا فاش می‌کند.

## بازیگران
- لتیشیا رایت در نقش شوری: شاهدخت واکاندا که فناوری جدیدی را برای کشورش طراحی می‌کند.[۵] پس از مرگ چادویک بوزمن، که در رسانه‌های قبلی در نقش تِ‌چالا / بلک پانتر بازی کرده‌بود، رایت نقش بزرگتری را در دنباله دریافت کرد.[۶] رایت اظهار داشت که شوری به فناوری خود به عنوان راهی برای کنار آمدن از غم مرگ برادرش تِچالا روی می‌آورد.[۷]
- لوپیتا نیونگو در نقش ناکیا: یک «سگ جنگی»، جاسوس مخفی واکاندا، از قبیله ریور.[۶] نیونگو گفت که ناکیا پس از رویداد بلیپ و مرگ تِچالا «بالغ‌تر» شده‌است و توضیح داد که «اولویت‌های شخصیت او تغییر کرده و تیزتر شده‌اند» در حالی که ناکیا همچنان «شخصی است که وقتی به مشکلی برمی‌خورید با او تماس می‌گیرید».[۸]
- دانای گوریرا در نقش اوکویه / میدنایت اِنجل: جنرال دورا میلاجه، نیروهای ویژه کاملاً زن واکاندا.[۹] گوریرا گفت که این فیلم «وجوه بسیاری» از انسانیت اوکویه را بررسی خواهد کرد.[۱۰]
- وینستون دوک در نقش ام‌باکو: یک جنگجوی قدرتمند که رهبر قبیله کوهستانی «جباری» است.[۶] دوک اشاره کرد که به دنبال درگیری جباری در رویدادهای انتقام‌جویان: جنگ ابدیت (۲۰۱۸) و انتقام‌جویان: پایان بازی (۲۰۱۹)، این قبیله دیگر از بقیه واکاندا جدا نیست. او همچنین احساس کرد که ام‌باکو در تلاش است تا «دریابد که چگونه در این دنیای جدید برای واکاندا به پیش حرکت کند»، دقیقاً مانند بسیاری از افراد در دنیای واقعی در رابطه با دنیاگیری کووید-۱۹.[۱۱]
- فلورنس کازومبا در نقش آیو: یکی از اعضا و فرمانده دوم دورا میلاجه.[۱۲]
- دومینیک تورن در نقش ریری ویلیامز / آیرون‌هارت: یک دانشجوی اِم‌آی‌تی و مخترع نابغه‌ای که زرهی می‌سازد که رقیب زرهی است که توسط تونی استارک / آیرون‌من ساخته شده‌است.[۱۳][۱۴] رایان کوگلر، کارگردان، خاطرنشان کرد که ویلیامز نوعی فویل برای شوری است، و افزود: «رشته‌ای از شباهت‌ها» بین این دو شخصیت وجود دارد، اما «این دو همچنان بسیار متفاوت هستند»،[۱۵] و رابطه ویلیامز و شوری نشان‌دهنده کاوش مشابهی در «تنوع تجربه سیاه» است، همان‌طور که در رابطه بین تِچالا و کیلمونگر در پلنگ سیاه (۲۰۱۸) نشان داده شد.[۷]
- میشائلا کوئل در نقش آنکا / میدنایت اِنجل: جنگجوی واکاندا و مربی رزمی دورا میلاجه.[۱۲] کوئل به این سمت کشیده شد که این شخصیت مانند نسخهٔ کتاب‌های کمیک آن عجیب‌وغریب باشد، و کوگلر آنکا را به عنوان «نوعی شورشی» توصیف کرد.[۱۶]
- تنوچ هوئرتا در نقش نیمور: فرمانروای تالوکان، تمدن باستانی ساکنان زیر آب.[۱۷][۱۸] از او به عنوان خدای مار کوکولکان یاد می‌کنند.[۱۹] هوئرتا گفت که نیمور پس از افشای عمومی حقیقت واکاندا در پایان فیلم اول، تصمیم می‌گیرد تا در دنیای بالای آب دخالت کند، که در نتیجه تالوکان را در معرض خطر قرار می‌دهد و باعث می‌شود نیمور و مردمش «برای محافظت از خود اقدام کنند». هوئرتا همچنین تأیید کرد که این شخصیت مانند کتاب‌های کمیک یک جهش‌یافته است.[۲۰] هوئرتا، نیمور را یک ضدقهرمان نامید،[۲۱] و توضیح داد که هم برای او و هم برای کوگلر مهم است که شخصیت را با قابل درک‌کردن انگیزه‌هایش با وجود داشتن نقشی متضاد در فیلم، «انسانی» کنند.[۲۲] کوگلر مشتاق بود که «خصوصیات واقعاً منحصربه‌فرد» نیمور از جمله بال‌ها و گوش‌های نوک تیزش را در کمیک‌ها بگنجاند.[۱۵] او همچنین این شخصیت را به عنوان «نوعی احمق، نوعی رمانتیک و فقط فوق‌العاده قدرتمند» توصیف کرد.[۷] هوئرتا برای این نقش یک زبان مایا را یادگرفت،[۲۳] و همچنین شنا را یافت گرفت.[۲۴]
- مارتین فریمن در نقش اورت کی. راس: مأمور سازمان اطلاعات مرکزی که قبلاً با واکاندا ارتباط برقرار کرده بود.[۲۵] در این فیلم مشخص شده‌است که او و والنتینا آلگرا دی فونتین قبلاً ازدواج کرده بودند.[۲۶]
- جولیا لوئی درایفوس در نقش والنتینا آلگرا د فونتین: رئیس جدید سیا و همسر سابق راس[۲۶]
- آنجلا باست در نقش راموندا: ملکهٔ مادر واکاندا که از مرگ پسرش ت‌چالا غمگین است.[۶] باست توضیح داد که راموندا سعی می‌کند بین رهبری مردمش، مادر بودن برای شوری، و حفظ تهدیدات واکاندا، تعادل برقرار کند، همه اینها در حالی که در غم مرگ پسرش تِچالا می‌سوزد، چیزی که «تحملش برای او بسیار سخت است».[۷]

علاوه بر این مایکل بی. جردن نقش خود را به‌عنوان اریک «کیلمونگر» استیونز از MCU تکرار می‌کند. ایزاک دو بانکوله، دوروتی استیل و دنی ساپانی به ترتیب نقش‌های خود را به عنوان بزرگان قبیله‌های ریور ترایب، مرچنت ترایب، و بوردر ترایب بازی می‌کنند. میبل کادنا نقش نامورا، دختر عموی نیمور، را به تصویر می‌کشد، در حالی که الکس لیوینالی نقش آتوما، جنگجوی تالوکان را به تصویر می‌کشد. چادویک بوزمن از طریق تصاویر آرشیوشدهٔ فیلم‌های قبلیِ MCU در نقش تِ‌چالا / بلک پانتر در پایان فیلم ظاهر می‌شود. لیک بل در نقش دکتر گراهام، دانشمند سیا مسئول جستجوی ویبرانیوم ظاهر می‌شود، در حالی که ریچارد شیف به عنوان وزیر امور خارجه ایالات متحده ظاهر می‌شود. ترور نوآ، کمدین، صدای گریوت، هوش مصنوعی توسعه‌یافته توسط شوری را انجام می‌دهد، و کامارو عثمان در نقش یک افسر نیروی دریایی انتخاب شده‌است. دیواین لاو کنادو-سان در نقش توسان، پسر ت‌چالا و ناکیا در صحنه میان تیتراژ ظاهر می‌شود.

## انتشار
پلنگ سیاه: واکاندا تا ابد نخستین بار در تئاتر ال کاپیتان و سالن تئاتر دالبی در هالیوود در ۲۶ اکتبر ۲۰۲۲ نمایش داده شد. این فیلم همچنین در ۶ نوامبر ۲۰۲۲ در لاگوس، نیجریه نمایش داده شد، که ددلاین هالیوود آن را به عنوان اولین فیلم مارول توصیف کرد که نخستین اکران اصلی محلی خود را برگزار کرده‌است. انتشار جهانی آن در ۹ نوامبر ۲۰۲۲ و در ایالات متحده در ۱۱ نوامبر آغاز شد. این فیلم قبلاً برای ۶ مه و سپس برای ۸ ژوئیه ۲۰۲۲ برنامه‌ریزی شده بود. این فیلم به صورت سینمایی در فرانسه اکران شد با اینکه این کشور دورهٔ انتظار ۱۷ ماهه‌ای برای نمایش فیلم‌ها در سرویس‌های پخش خود دارد. تصمیم دیزنی برای اکران این فیلم در سینماها توسط دولت فرانسه تشویق شد که اذعان کرد که گاه‌شماری رسانه‌ها و جدول زمانی آن‌ها برای انجام این کار باید مدرن‌سازی شوند؛ فرانسه قبلاً از اکران سینمایی فیلم دنیای عجیب (۲۰۲۲) صرف‌نظر کرده‌بود و آن را مستقیماً برای دیزنی پلاس برنامه‌ریزی کرد. بر اساس زمان‌بندی فعلی، واکاندا تا ابد نخستین بار در دیزنی پلاسِ فرانسه در اوایل سال ۲۰۲۴ در دسترس قرار می‌گیرد. به گزارش هالیوود ریپورتر، بعید است که این فیلم در چین اکران شود، زیرا در آن رابطه همجنس‌گرایی بین آیو و آنکا به تصویر کشیده شده‌است. این آخرین فیلم از فاز چهار دنیای سینمایی مارول است.

## بازخورد

### فروش گیشه
تا تاریخ ۲۹ ژانویه ۲۰۲۳، پلنگ سیاه: واکاندا تا ابد ۴۵۳ میلیون دلار در ایالات متحده و کانادا، و ۳۸۸٫۹ میلیون دلار در مناطقِ دیگر جهان به دست آورده‌است، که در مجموع فروش جهانیِ ۸۴۱٫۹ میلیون دلار را نشان می‌دهد.
هالیوود ریپورتر پیش‌بینی کرده‌بود که پلنگ سیاه: واکاندا تا ابد در آخر هفته افتتاحیه خود ۱۷۵ میلیون دلار در آمریکای شمالی به دست خواهد آورد. تا نوامبر ۲۰۲۲ باکس‌آفیس پرو فروش فیلم در نخستین اکران آخر هفتهٔ آن در آمریکای شمالی را بین ۱۷۰ تا ۲۰۵ میلیون دلار برآورد کرد، و پیش‌بینی شد که در کل فروش ناخالص داخلی آن ۴۳۵ تا ۵۴۳ میلیون دلار باشد. این فیلم ۸۴ میلیون دلار در نخستین روز اکران خود به‌دست‌آورد که شامل ۲۸ میلیون دلار از پیش‌نمایش‌های پنجشنبه‌شب بود، که سومین فیلم برتر ۲۰۲۲ در این رده را رقم زد. این فیلم در آخر هفته افتتاحیهٔ خود به فروش ۱۸۱٫۳ میلیون دلار رسید. این سومین آخر هفته افتتاحیه بزرگ برای یک فیلم در دوران دنیاگیری—پس از دکتر استرنج در چندجهانی دیوانگی (۱۸۷ میلیون دلار) و مرد عنکبوتی: راهی به خانه نیست (۲۶۰ میلیون دلار)—بوده، و همچنین بزرگ‌ترین آخر هفته افتتاحیه برای فیلمی بود که در ماه نوامبر اکران شد.

### پاسخ انتقادی
در وبگاه جمع‌آوری نقد راتن تومیتوز، ٪۸۴ از ۴۱۸ بررسی منتقدان مثبت است، و میانگینِ امتیاز آن ۷٫۲/۱۰ است. اجماع این وبگاه چنین می‌نویسد: «ادای احترامی تکان‌دهنده و تلخ که به‌طور رضایت‌بخشی فرنچایز را به پیش حرکت می‌دهد، پلنگ سیاه: واکاندا تا ابد نشان‌دهندهٔ یک پیروزیِ بلندهمت، و از نظر احساسی ارزشمند، برای دنیای سینمایی مارول است.» این فیلم در متاکریتیک که از میانگین وزنی استفاده می‌کند، بر اساس نظر ۶۲ منتقدین امتیاز ۶۷ از ۱۰۰ را کسب کرده که نشان‌گر «نقدهای عموماً مطلوب» است. تماشاگران شرکت‌کننده در نظرسنجی سینماسکور به فیلم نمره متوسط «A» در مقیاس «A+» تا «F» دادند، در حالی که مخاطبان پست‌ترک به آن امتیاز ۹۳٪ دادند و ۸۵٪ گفته‌اند که قطعاً آن را توصیه می‌کنند.

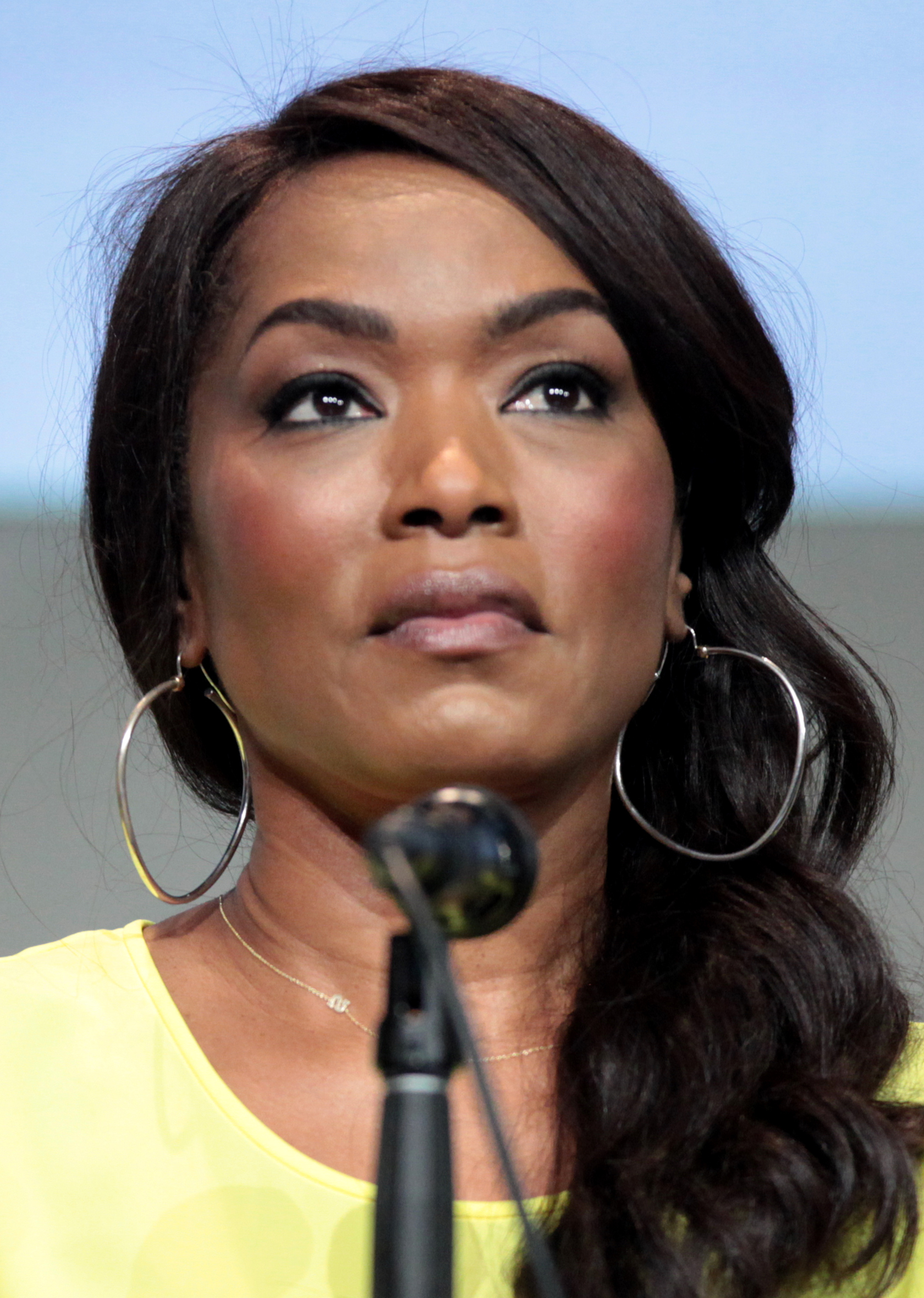
نقش‌آفرینی آنجلا باست مورد تحسین قرار گرفت و به نخستین شخصی تبدیل شد که برای بازی در فیلم مارول برندۀ جایزه‌ای مطرح می‌شود.

کامبول کمبل در امپایر آنلاین به فیلم رتبهٔ ۴ از ۵ ستاره داد و اظهار داشت که این فیلم «از دورانِ تا حدی فرمولیِ فیلم‌های مارول متمایز است» و «با حسی قانع‌کننده از مکان کنار هم قرارگرفته که به‌عنوان یک مداحی پرشور برای چادویک بوزمن» است. او احساس کرد که فیلم «تخیلی و… خاکی است، که شیب تماشای معمولی آن را تحت سلطه جلوه‌های بصری آن متلاطم می‌کند». کمپبل نقش‌آفرینی‌های رایت، دوک، باست و کوئل را ستود و شخصیت هوئرتا را به عنوان «یک هایلایت، اقتباسی تخیلی از شخصیت کمیک کهنه‌کار، که در اینجا حقیقت را با زهر قانع‌کننده‌ای ابراز می‌کند» توصیف کرد. تام یورگنسن در آی‌جی‌ان به این فیلم امتیاز ۷ از ۱۰ داد و اظهار داشت که این فیلم «به‌عنوان یک خداحافظی مؤثر و احساسی با تِچالا است: مراقبه‌ای برای ساختن آینده خود از یک گذشتهٔ دردناک، اما با داستانی کامل که ملت جدید و راه را برای موج جدیدی از داستان‌های مارول هموار می‌کند؛ این فیلم زیر بار این همه انتظار مبارزه می‌کند.» یورگنسن نقش‌آفرینی‌های باست و هوئرتا را ستود، اما احساس می‌کرد که تالوکان به همان زیبایی که پلنگ سیاه برای واکاندا انجام داده بود «تأسیس نشده‌است» و صحنهٔ سوم فیلم، «شانس خود را با یک انتخاب تاکتیکیِ ضعیف و گیج‌کننده از نظر منطقی، بیش از حد آزمایش کرده‌است».
آن هورنادی از واشینگتن پست نوشت: «واکاندا تا ابد با ناتوانی در حرکت و توسل به سکانس‌های اکشن تکراری و بیش از حد آشنا، و با ضرب‌های عاطفی اشکبار و داستانی نامربوط و گاه نامنسجم، نوعی احساس ناامیدی ابراز می‌کند».

### جوایز و نامزدی‌ها
| جایزه                | تاریخ مراسم    | رده                                          | دریافت‌کننده                                                    | نتیجه    | منبع   |
| -------------------- | -------------- | -------------------------------------------- | -------------------------------------------------------------- | -------- | ------ |
| جایزه موسیقی هالیوود | ۱۶ نوامبر ۲۰۲۲ | بهترین موسیقی متن اصلی در یک فیلم علمی تخیلی | لودویگ گورانسون                                                | نامزدشده | [ ۵۸ ] |
| جایزه موسیقی هالیوود | ۱۶ نوامبر ۲۰۲۲ | بهترین ترانه اصلی در یک فیلم بلند            | تمز، ریانا، رایان کوگلر، و لودویگ گورانسون برای «مرا بالا ببر» | پیروز    | [ ۵۸ ] |
| جایزه موسیقی هالیوود | ۱۶ نوامبر ۲۰۲۲ | ترانه/ موسیقی متن - تریلر                    | «نه، زن، گریه نکن» و «بسیار خوب»                               | نامزدشده | [ ۵۸ ] |

## آینده

### دنبالهٔ احتمالی
در نوامبر ۲۰۲۲ کوگلر و فایگی افشا کردند که دربارهٔ سومین فیلم احتمالی پلنگ سیاه صحبت کرده‌اند.

### آیرون‌هارت
اوایل همان ماه، مور اظهار داشت که سریال آیرون‌هارت از دیزنی پلاس دنباله‌ای مستقیم برای واکاندا تا ابد است و تورن برای ایفای مجدد نقش ریری ویلیامز / آیرون‌هارت در این پروژه بازمی‌گردد.